# スター・ウォーズ クローン大戦
『スター・ウォーズ クローン大戦』（スター・ウォーズ クローンたいせん、原題：Star Wars: Clone Wars ）は、ルーカスフィルムとカートゥーン ネットワーク・スタジオが共同制作した2003年のアメリカの2Dテレビアニメ。

## 概要
アメリカのスペースオペラである『スター・ウォーズ』シリーズのスピンオフ（外伝）作品。『スター・ウォーズ エピソード2/クローンの攻撃』と『スター・ウォーズ エピソード3/シスの復讐』の間の物語である。2つの映像ソフトが発売されており、前編となる「Volume I」は『エピソード2/クローンの攻撃』の4か月後から始まり、後編となる「Volume II」のラストシーンは『エピソード3/シスの復讐』オープニングの惑星コルサント上空の艦隊戦に、そのままシームレスに繋がる。
『エピソード3/シスの復讐』の公開時期に併せて、本シリーズの製作総指揮を務めるジョージ・ルーカスの指揮下で、彼によるストーリー原案を元に脚本が書き上げられたこともあり、スピンオフ（外伝）作品ながらも『エピソード3/シスの復讐』本編に繋がる多くの伏線を描いた重要なエピソードがクローン大戦を中心に描かれている。ドゥークー伯爵率いる分離主義勢力に属する敵キャラクターとして、不死身の傭兵ダージや、シスの暗黒卿になることを望む二刀流の女剣士アサージ・ヴェントレスが登場する。グリーヴァス将軍は『エピソード3/シスの復讐』の公開に先駆けて本作が初登場となる。
アメリカのアニメ専門チャンネルのカートゥーン ネットワークで、2003年から2005年にかけて放送された。日本ではカートゥーン ネットワークにて、シーズン1が2003年11月10日に、シーズン2は2004年3月29日に放送開始。シーズン1及びシーズン2は、どちらも1チャプター約3分程度の各10チャプターで構成される（シーズン2の最終チャプターのみ約7分に拡大）。続くシーズン3は2005年5月1日に放送開始、1チャプター約12分程度の5つのチャプターから構成されている。全シーズンの全チャプター累計で約2時間である。
トゥーンレンダリングされた2Dアニメーションや大量の動画枚数からくる絵の滑らかさとテンポのよさ、場面の切り替わりの速さから高い評価を受け、第56回及び第57回エミー賞アニメーション番組部門を受賞した。
本作の好評を経て、同じくクローン戦争における戦いの一端を描いた3DCGアニメ映画『スター・ウォーズ/クローン・ウォーズ』（2008年公開）や、その続編となる3DCGアニメのテレビシリーズ『スター・ウォーズ/クローン・ウォーズ』が後年制作された。ただし、これらは本作の続編扱いではなく、ストーリーや設定の一部が異なっている。アメリカでは、3DCGアニメ版と本作を混同しない様、副題の「Clone Wars」の前の“The”の有無でタイトルに差別化がなされた（『Clone Wars』⇒本作、『The Clone Wars』⇒3DCGアニメ版）。日本でも混同を避けるため、本作の副題を『クローン大戦』と呼称したのに対して、3DCGアニメ映画・テレビシリーズの副題を『クローン・ウォーズ』と呼称することで差別化している。
後に、ウォルト・ディズニー・カンパニーによるルーカスフィルムの買収後、2014年に行われたスピンオフ作品の分類の際、3DCG版『クローン・ウォーズ』が『エピソード7/フォースの覚醒』以降のストーリーに続く「正史（カノン）」に分類されたのに対し、本作はジョージ・ルーカスの総指揮の下で製作されたにもかかわらず「レジェンズ（非正史）」に分類され、事実上のパラレルワールド扱いとなった。ただし、本作より誕生した一部キャラクターおよび設定は、引き続き「正史」の作品に登場している。

## 伏線
本作では映画「エピソード1・2・3」では描かれなかった場面や、拾われなかった伏線をいくつか補完している。以下にその内の幾つかを例を挙げる。
- アナキン・スカイウォーカーが「ジェダイ・ナイト」の称号を得る儀式。
- 『スター・ウォーズ エピソード1/ファントム・メナス』でアナキンがパドメ・アミダラに渡し、『エピソード3/シスの復讐』の結婚後にはパドメが身に付けラストシーンでも手に握っていた「ジャポーのお守り」の結婚するまでの間の処遇。
- C-3POの装甲が金色に変わった理由。
- グリーヴァス将軍がドゥークー伯爵からジェダイの剣術の対処法を教わるシーン。
- アナキンが使用していたアストロメク・ドロイドのR4-P22（大戦中オビ＝ワンが使用していたR4-P17やR4-G9とは別個体）がアサージに破壊されたため、それに代わってパドメの下にいたR2-D2がアナキンと共に戦うことになった経緯。
- パルパティーン最高議長が銀河共和国の首都コルサントにいながらも誘拐されるに到った戦いの顛末。
- 『エピソード3/シスの復讐』でグリーヴァス将軍が咳き込んでいた理由となる、直前にメイス・ウィンドゥのフォース・プッシュの直撃を胸部に受ける場面。
- アナキンの義手のデザインが『エピソード3/シスの復讐』で変わっていた理由。

## あらすじ

### Volume 1
Season1（Chapter 1 - 10）
戦禍が銀河各地に広がる中、パルパティーン最高議長はアナキン・スカイウォーカーを指揮官とする事を薦め、ヨーダとオビ＝ワン・ケノービを説き伏せてしまう。オビ＝ワンの忠告に、アナキンは不満を募らせていた。
その後惑星ムーニリンストに到着した地上軍を指揮するオビ＝ワンは、フォードー率いる少数のARCトルーパー部隊を展開し、独立星系連合軍の長距離攻撃をしていたタワー砲台を爆破させる。しかしすぐに劣勢のドロイド軍を率いていたダージが、アサシン・ドロイド達が乗るスピーダーバイク部隊を率いて銀河共和国軍の砲台を次々と破壊する。
その頃惑星モン・カラマリではキット・フィストーがクローン・トルーパー達を率いて潜水し、海底にある独立星系連合軍の大型ビーム砲台などへの攻撃を開始する。その頃、惑星ラタータックには、ドゥークー伯爵が傭兵たちが腕を競う闘技場での勝ち抜き戦を観戦しに来ていた。彼に自分を売り込む絶好の機会だと考え、その勝ち抜き戦に参加したアサージ・ヴェントレスは自分が勝ち抜いたことでドゥークーに自分の強さを見せつけ、シスの暗黒卿になることを望む彼女は続けて彼と対決する。
その後、勢いに乗るダージらに対し銀河共和国軍側も、クローントルーパーの装甲服に身を包んだオビ＝ワンがクローン・トルーパー達が乗るスピーダーバイク部隊を率いて展開し巻き返すが、攻撃して倒す度に強大になるダージに苦戦する。その頃宇宙空間を指揮するアナキンは、自らのジェダイ・スターファイターで一個中隊の先頭に立ち彼らと共に独立星系連合軍のジオノージアン・ファイターを次々に破壊していく。しかし作戦が終盤に差し掛かった頃、素早く一個中隊を全滅させたアサージが操縦する見慣れぬ赤い戦闘機に危険を感じたアナキンは正面から立ち向かう。彼の表情に緊張が走る。
Season2（Chapter 11 - 20）
アサージが操縦する赤い戦闘機とのドッグファイトは加熱し、アナキンは作戦空域から離れた事をオビ＝ワンに警告されるが、ハイパースペースまで追いかけてしまう。オビ＝ワンには嫌な予感がしていた。
その頃惑星ダントゥインでは、メイス・ウィンドゥがクローン・トルーパー達と共に独立星系連合軍を相手に奮闘していたが、衝撃波で敵も味方も一網打尽にする敵の兵器サイズミック・タンクの出現により苦戦し始める。吹き飛ばされた瞬間に自分のライトセーバーを見失った彼は窮地に陥るが、強大なフォースの力でドロイド軍とタンク相手に単身立ち向かう。
その頃惑星イラムでは、極秘神殿でルミナーラ・アンドゥリィが自分の弟子のバリス・オフィーに、パダワンからジェダイ・ナイトに昇格した証としてフォースによるライトセーバーの組立ての儀式を行っていた。しかしそこへ侵入し爆弾を仕掛けていた独立星系連合軍のドロイド達が、突然2人に襲い掛かる。彼女らの危険を察知したヨーダは、パドメ・アミダラ、R2-D2、C-3POと共にパドメのスターシップでイラムへ向かう。
その後、アサージの赤い戦闘機を後追いして到着したヤヴィン第4衛星の密林で未知の敵（アサージ）を捜すアナキン。するとその背後で、後援として来たクローン・トルーパー達が次々と倒され、更に彼らが乗ってきた輸送船とアナキンのジェダイ・スターファイターが次々に破壊される。その後すぐにアサージが姿を表し、2人の対決が始まる。
その頃惑星ハイポリでは、墜落したスター・クルーザーの残骸にキ＝アディ＝ムンディ、アイラ・セキュラ、シャク・ティ、ター・セイア、シャア・ギ、ククラークの計6人のジェダイが隠れていた。B2スーパー・バトル・ドロイド軍が彼らを取り囲み攻撃を開始しようとしたその時、ドロイド軍を率いるグリーヴァス将軍がジェダイ達に単身で相手をすると申し出る。正体不明の強敵（グリーヴァス将軍）の出現に、ジェダイ達の緊張は極限まで高まる。

### Volume II
Season3（Chapter 21 - 25）
惑星ハイポリに墜落したスター・クルーザーの残骸の中でグリーヴァスを相手に戦うジェダイ達を救出するため、フォードー指揮下のARCトルーパー部隊はシャークマウスを施した一機の共和国攻撃用ガンシップに乗り込み彼らの元へ向かう。後にグリーヴァス将軍の強さを知ったジェダイ評議会は、異例ではあるがアナキンをパダワンからジェダイ・ナイトへ昇格させる事を決めた。
歳月が流れ、オビ＝ワンとアナキンが率いる第3軍は勝利を続けていた。そこへグリーヴァス将軍が惑星ネルヴァンにいるとの情報から、偵察に向かう。行きがかり上、アナキンはネルヴァンの民のやり方で彼らの災厄を取り除くため旅立った。そこで見たものは人体改造されたネルヴァンの戦士達だった。彼らを救出するための正義の行動により、次第にアナキンは自身の怒りをコントロールできなくなってしまう。
戦いがアウターリムと呼ばれる辺境域に偏っていた頃、惑星コルサントの白く霞んだ空が、突如パルパティーン最高議長を誘拐しに来たグリーヴァス将軍率いる多数の戦闘機の大群で埋め尽くされる。パルパティーンを守るためシャク・ティ、ファル・ムダーマ、ロロン・コロブの3人のジェダイの騎士は、彼に付き添い避難させようとした。しかしグリーヴァス将軍と、彼のボディーガードであるマグナガード達が目の前に現れ、4人はどんどん追い詰められていく。激しい地上戦が繰り広げられる中、ヨーダとメイスは議事堂とジェダイ聖堂が無傷である事に気付き、敵の真の目的がパルパティーンであることに気付く。そしてメイスはパルパティーンを誘拐したグリーヴァス将軍の下へと急ぐ。
一報を受けたアナキンらは、ハイパードライブを準備して戦地となってしまった首都コルサントへと向かう。

## 声の出演
※括弧内は日本語吹き替え
- オビ＝ワン・ケノービ - ジェームズ・アーノルド・テイラー（森川智之）
- アナキン・スカイウォーカー - マット・ルーカス（浪川大輔）
- 少年時のアナキン - フランキー・ライアン・マンリケス（矢島晶子）
- ヨーダ - トム・ケイン（永井一郎）
- ドゥークー伯爵 - コーリー・バートン（羽佐間道夫）
- メイス・ウィンドゥ - テレンス・C・カーソン（玄田哲章）
- クワイ＝ガン・ジン - フレッド・タタショア（津嘉山正種）
- C-3PO - アンソニー・ダニエルズ（岩崎ひろし）
- アサージ・ヴェントレス - グレイ・デライル（磯辺万沙子）
- ダージ - ダラン・ノリス
- パドメ・アミダラ - グレイ・デライル（坂本真綾）
- パルパティーン最高議長 / ダース・シディアス - ニック・ジェイムソン（小林勝彦）
- サン・ヒル - コーリー・バートン（水野龍司）
- キ＝アディ＝ムンディ - ダラン・ノリス
- ルミナーラ・アンドゥリィ - クリー・サマー（野沢由香里）
- バリス・オフィー - タチャナ・ヤスコヴィチ（安藤麻吹）
- シャアク・ティ - グレイ・デライル（雨蘭咲木子）
- アディ・ガリア - グレイ・デライル（西海真里）
- エージェン・コーラー - ジェームズ・アーノルド・テイラー
- キャプテン・タイフォ - アンドレ・ソグリウゾ（小山力也）
- サシー・ティン - テレンス・C・カーソン（乃村健次）
- ダクマン・バレック - ダラン・ノリス（竹田雅則）
- ククラーク - ケビン・マイケル・リチャードソン（浦山迅）
- シャア・ギ - ジョン・ディマジオ（阪口周平）
- キット・フィストー - リチャード・マッゴーネイグル（高瀬右光）
- グリーヴァス将軍 - ジョン・ディマジオ（シーズン2）、リチャード・マッゴーネイグル（シーズン3）（菅生隆之）
- オロー・ダシーン - テレンス・C・カーソン（長嶝高士）

## スタッフ
- 監督・製作・演出：ゲンディ・タルタコフスキー
- 原作：ジョージ・ルーカス
- 製作総指揮：ブライアン・A・ミラー
- スーパーバイジング・プロデューサー：ジェニファー・ペルフリー
- 美術監督：ポール・ルーディッシュ、スコット・ウィルス
- 絵コンテ：ブライアン・アンドリューズ、マーク・アンドリューズ
- 脚本：ゲンディ・タルタコフスキー、ブライアン・アンドリューズ、ポール・ルーディッシュ、デリック・バックマン
- キャラクター・デザイン : リン・ネイラー、ポール・ルーディッシュ、アンディ・スリアノ
- メカニック・デザイン : トッド・フレデリクセン
- 音楽 : ジョン・ウィリアムズ、ジェームス・L・ヴェナブル、ポール・ディンレティール
- 字幕翻訳：林完治
- 吹替翻訳：平田勝茂
- 吹替演出：佐藤敏夫
- 日本語版制作 - カートゥーン ネットワーク、東北新社（Chapter 1 - 20）→ブロードメディア・スタジオ（Chapter 21 - 25）

## 制作
このアニメの監督には、デクスターズラボ、サムライ・ジャックなどで知られるゲンディ・タルタコフスキーが選ばれた。ジョージ・ルーカスからアニメの話を持ち上げられた際、ゲンディはこの企画の実現に考えられず、非常に困っていた。このスターウォーズというフランチャイズで何ができるかルーカスに説明する必要があったため、それを考えるのに2週間も掛かったという。この作品ではアクション中心に描写されており、3分から7分までを納めた1話30分のシンプルなストーリーで構成された。ルーカスからは1分という短さで良いと言われていたが、ルーカスからゲンディにサムライジャックのようなシーンにするなら3分以上にしても良いという関係で決定した。